# Adumu
Adumu, även känd som massajisk hoppdans, är en typ av dans som massajfolket i Kenya och Tanzania utövar. Unga massajkrigare utför vanligtvis den energifyllda och akrobatiska dansen vid ceremoniella tillfällen, som på bröllop, under religiösa riter och andra viktiga kulturella evenemang.

## Historia
Massajfolket i Kenya och Tanzania har en historia och kultur som är tätt sammanflätad med den traditionella Adumu-dansen. Dansens ursprung är oklar, men den tros ha utvecklats som ett sätt för massajkrigare att träna inför strid och visa sin uthållighet, smidighet och styrka. Enligt massajisk historia utfördes dansen ursprungligen av unga krigare som en metod för att finslipa deras språng- och hoppförmåga, vilket var nödvändigt för både jakt och strid. Dansen började framföras vid betydande kulturella tillfällen som vid bröllop, under religiösa ritualer och andra festivaler och utvecklades till en mer organiserad, ritualiserad dans.

## Kännetecken
Adumudansen kännetecknas av en serie hopp av dansarna som står i en cirkel och växelvis hoppar i luften samtidigt som de håller kroppen så upprätt som möjligt. Förutom att bära livfulla färgade shúkàs (kläder) och pärlsmycken, är dansarna vanligtvis klädda i traditionell massajdräkt. Traditionella massajsånger och ramsor framförs också under dansen.
Dansen är extremt tävlingsinriktad. Massajkrigarna som utför Adumu-dansen blir bedömda på saker som hur högt de hoppar, hur graciöst de rör sig och vilken skicklighet de visar i sina rörelser. Krigarnas styrka, smidighet och uthållighet, såväl som deras tapperhet och hjältemod, anses visas via deras dans.

## Etymologi
Det exakta ursprunget och etymologin för termen "Adumu" är inte helt känd eftersom olika källor ger olika förklaringar. En förklaring är att ordet "Adumu" är härlett från det massajiska verbet "dumu", som betyder "att hoppa" eller "hoppa". Enligt denna uppfattning har ordet "Adumu" sitt ursprung i de språng och hopp som är karaktäristiska för dansen. En annan förklaring är att "Adumu" är en förkortad version av massajhälsningen "Aigus", som ibland används för att signalera starten på dansen. Enligt denna uppfattning syftar dansens namn, "Adumu", på dess ceremoniella och ritualistiska aspekter såväl som dess koppling till massajernas kultur och sedvänjor.
Dansen är en betydande del av massajernas kultur och identitet, och dess namn är välkänt både inom och utanför massajsamhället, trots att termens etymologi inte är helt fastslagen.

## Material som används i dansen

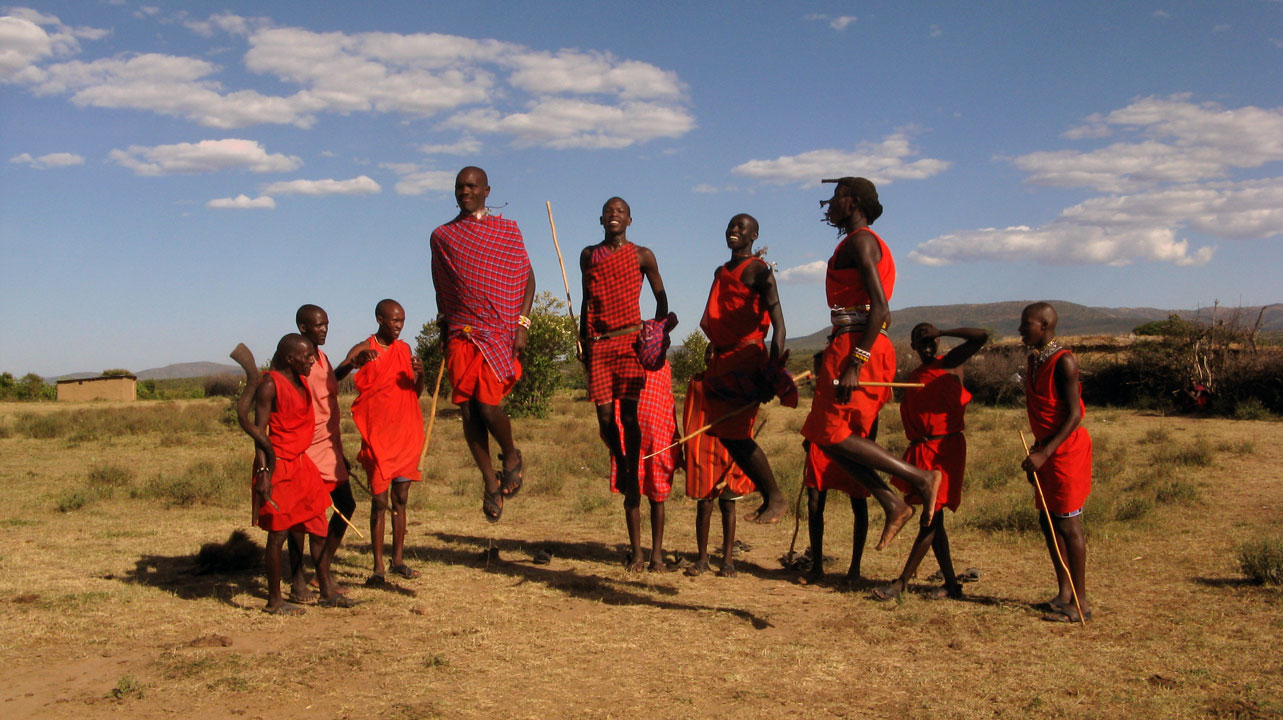
Masaimän som utför traditionell hoppdans (Adumu)

Adumu är en dans med mycket symbolik  och innehåller en mängd olika föremål med koppling till massajerna. Massajfolkets kultur och historia synliggörs genom dessa föremål, som är en betydande del av dansen. Traditionella massajkläder används i Adumu-dansen. Ofta är dansarna täckta av färgglada dukar som kallas shukas och som lindas över deras kroppar på ett specifikt sätt. Dukarna är ofta röda och dekoreras ibland med bland annat pärlor som sägs vara en massajsymbol.
Även musikinstrument är en viktig del av Adumu-dansen, såsom trummor, skallror och horn. Både dansarna själva och andra spelar dessa instrument, som bidrar till dansens rytmiska och melodiska stil. Traditionella massajsmycken är en annan viktig kulturell symbol som syns i Adumu-dansen. Dyra halsband, armband och örhängen gjorda av pärlor, särskilda snäckskal och andra material bärs ofta av dansarna. Dessa smycken bär på mycket symbolik och representerar viktiga delar av massajkulturen, så som pengar, prestige och identitet. Dessutom bär dansarna spjut och sköldar medan de utför Adumu. Dessa sägs syfta till att påminna om förfädernas tapperhet och uthållighet och representera massajfolkets krigartraditioner. Den traditionella Adumu-dansen stärker massajfolkets kulturella identitet och arv genom att införliva viktiga kulturella symboler. Dessa material är inte bara vackra, utan de har också en djup symbolisk betydelse och förmedlar viktiga kulturella budskap till både lokalbefolkningen och andra. De spelar en avgörande roll i dansen såväl som i massajkulturen som helhet.

## Kontrovers
Trots Adumu-dansens betydelse för massajkulturen har den nyligen väckt debatt. Vissa människor har uttryckt oro över risken för att dansarna skadas samt att massajkulturen utnyttjas för turiständamål. Många massajer ser dock fortfarande dansen som en betydande del av sitt kulturella arv, och initiativ tas för att garantera att den utförs på ett respektfullt och säkert sätt.

## Sammanfattning
Adumu-dansen är en energifylld och akrobatisk traditionell massajdans. De unga massajkrigarna som utför dansen vid viktiga tillfällen är kända för sina hopp och utrop. Trots att dansen har fått kritik på sistone, ser många massajer den som en betydande del av deras traditionella arv.